# Gandong-myeon
Gandong-myeon (koreanska: 간동면) är en socken i kommunen Hwacheon-gun i provinsen Gangwon i den norra delen av Sydkorea, 90 km nordost om huvudstaden Seoul.